# Mr. Denton on Doomsday
"Mr. Denton on Doomsday" is een aflevering van de Amerikaanse televisieserie The Twilight Zone.

## Plot

### Opening
Portrait of a town drunk named Al Denton. This is a man who's begun his dying early—a long agonizing route through a maze of bottles. Al Denton, who would probably give an arm or a leg or a part of his soul to have another chance, to be able to rise up and shake the dirt from his body and the bad dreams that infest his consciousness. In the parlance of the times, this is a peddler, a rather fanciful-looking little man in a black frock coat. And this is the third principal character of our story. Its function? Perhaps to give Mister Al Denton his second chance.
— Rod Serling

### Verhaal
Al Denton is een revolverheld voor wie de jaren duidelijk beginnen te tellen. Hij is al lang niet meer zo snel als vroeger. Hij krijgt van een mysterieuze man genaamd Henry J. Fate een nieuwe kans aangeboden. Hij geeft hem een drankje dat hem gegarandeerd 10 seconden lang de snelste schutter van het Wilde Westen zal maken.
Al neemt het aanbod aan en vertrekt naar de stad. Daar haalt hij zich al snel een duel op de hals met een jonge revolverheld. Al neemt het drankje in en maakt zich klaar om te schieten, maar dan ziet hij dat zijn tegenstander ook zo’n drankje heeft. De twee mannen raken elkaar in de hand, waardoor beiden dusdanig gewond raken dat ze nooit meer een pistool kunnen hanteren.
Ondanks de situatie vertelt Al zijn tegenstander dat ze toch gezegend zijn. Nu zullen ze tenminste nooit meer uit woede hun pistool trekken.

### Slot
Mr. Henry Fate, dealer in utensils and pots and pans, linaments and potions. A fanciful little man in a black frock coat who can help a man climbing out of a pit—or another man from falling into one. Because, you see, Fate can work that way...in the Twilight Zone.
— Rod Serling

## Rolverdeling
- Al Denton: Dan Duryea
- Dan Hotaling: Martin Landau
- Miss Smith: Jeanne Cooper
- Henry Fate: Malcolm Atterbury

## Notities
- De hoofdpersoon in de aflevering is vernoemd naar een vriend uit Serlings jeugd, Herbert Denton.
- Dit was de eerste Twilight Zone-aflevering waarvan een herhaling werd uitgezonden, te weten op 24 juni 1960.
- Martin Landau deed later ook mee in de "The Jeopardy Room".
- Malcolm Atterbury (1907-1992) was toen hij meedeed in deze aflevering vooral bekend als toneel- en radioacteur. Hij deed later ook mee in de aflevering "No Time Like the Past".

## Thema’s
Het hoofdthema in de aflevering is dat iemand zijn noodlot niet kan ontlopen. Al Denton probeert te ontkomen aan het feit dat hij niet meer zo’n goede revolverheld is als vroeger, maar in zijn poging dit te veranderen verergert hij zijn situatie juist.